# Родниковское городское поселение
Роднико́вское городско́е поселе́ние — муниципальное образование в составе Родниковского района Ивановской области. 
Административный центр — город Родники.

## История
Родниковское городское поселение образовано 25 февраля 2005 года в соответствии с Законом Ивановской области № 50-ОЗ. 

## Население
| 2002    | 2010    | 2011    | 2012    | 2013    | 2014    | 2015    |
| ------- | ------- | ------- | ------- | ------- | ------- | ------- |
| 28 447  | ↘26 310 | ↘26 266 | ↘25 946 | ↘25 680 | ↘25 380 | ↘25 142 |
| 2016    | 2017    | 2018    | 2019    | 2020    | 2021    |         |
| ↘24 970 | ↘24 662 | ↘24 335 | ↘24 061 | ↘23 924 | ↗24 101 |         |

## Состав городского поселения
| № | Населённый пункт | Тип населённого пункта        | Население |
| - | ---------------- | ----------------------------- | --------- |
| 1 | Родники          | город, административный центр | ↗24 101   |